# Машков Ігор Анатолійович
Ігор Анатолійович Машков (23 лютого 1924 — 6 травня 1961) — радянський військовик, в роки Другої світової війни — стрілець 182-го гвардійського стрілецького полку 62-ї гвардійської стрілецької дивізії 37-ї армії, гвардії рядовий. Герой Радянського Союзу (1944).

## Життєпис
Народився 23 лютого 1924 року в місті Бахмуті, нині Донецької області, в родині службовця. Осетин. Здобув неповну середню освіту.
До лав РСЧА призваний у липні 1942 року. Учасник німецько-радянської війни з 1942 року. У серпні того ж року був важко поранений і, після лікування у шпиталі, комісований. Мешкав у м. Самарканді (Узбекистан), працював кіномеханіком. Наполегливо домагався відправлення на фронт і у серпні 1943 року вдруге призваний до лав РСЧА.
Особливо стрілець 5-ї стрілецької роти 2-го стрілецького батальйону 182-го гвардійського стрілецького полку 62-ї гвардійської стрілецької дивізії гвардії рядовий І. А. Машков відзначився під час битви за Дніпро. 28 вересня 1943 року він одним з перших у батальйоні переправився на західний беріг річки Дніпро в районі села Мишурин Ріг (Верхньодніпровський район Дніпропетровської області), з ходу вступив у бій, ведучи за собою групу бійців і прорвав бойове охоронення супротивника. У бою за село Куцеволівка (Онуфріївський район Кіровоградської області) гвардії рядовий І. А. Машков, йдучи попереду, одним з перших увірвався до села. За час боїв на правому березі Дніпра особисто знищив понад 30 солдатів ворога.
У грудні 1943 року вкотре був поранений. Після одужання направлений комсоргом 223-го кавалерійського полку 63-ї кавалерійської дивізії 5-го гвардійського кавалерійського корпусу. У 1945 році закінчив курси молодших лейтенантів. Член ВКП(б) з 1945 року.
Після звільнення в запас працював у органах КДБ в Україні (Вінниця, Ужгород, Одеса).
Помер 6 травня 1961 року. Похований в Одесі.

## Нагороди
Указом Президії Верховної Ради СРСР від 22 лютого 1944 року «за зразкове виконання бойових завдань командування на фронті боротьби з німецько-фашистськими загарбниками та виявлені при цьому відвагу і героїзм», гвардії рядовому Машкову Ігорю Анатолійовичу присвоєне звання Героя Радянського Союзу з врученням ордена Леніна і медалі «Золота Зірка» (№ 2536).
Також нагороджений орденом Вітчизняної війни 2-го ступеня (16.02.1945) і медалями.